# Eva Meier (Sängerin)
Eva Meier (* München) ist eine deutsche Chansonsängerin und Schauspielerin, die vor allem für Brecht-Interpretationen international bekannt ist.

## Leben
Eva Meier studierte an Otto-Falckenberg-Schule in München. Ihr Debüt hatte sie mit einem Programm von Brecht-Liedern im Piccolo-Theater in Mailand. Bedingt durch die diplomatische Karriere ihres Mannes trat sie vor allem im Ausland auf, wo sie sich schnell einen Namen als Brecht-Interpretin machte. Sie gab Konzerte in vielen Städten Europas und darüber hinaus auch in China, Japan, Indonesien, Australien und Nordamerika. Sie trat auf diversen internationalen Festivals wie dem Edinburgh Festival, dem Oxford Lieder Festival und dem Adelaide Cabaret Festival auf.
Neben Brechtlieder und Berliner Chansons singt Eva Meier auch Neuvertonungen von Texten bekannter deutscher Schriftsteller, wie zum Beispiel Kurt Tucholsky, Heinrich Heine, Sarah Kirsch und Hans Magnus Enzensberger. Hierbei arbeitete sie mit dem Musiker Peer Raben zusammen, der die Musik zu den Textvorlagen komponierte und arrangierte.
Bei ihren Konzerten wird Eva Meier meist von den Pianisten Paul Cibis oder Conor Linehan begleitet.

## Diskografie
- Eva Meier + Wolf Euba singen Lieder von Frank Wedekind, mit Wolf Euba, (Bauer Studios, 1977)
- Eva Meier singt Brecht
- German Cabaret
- Berlin Cabaret Songs